# Tihna al-Dschabal
Koordinaten: 28° 11′ 20″ N, 30° 46′ 10″ O

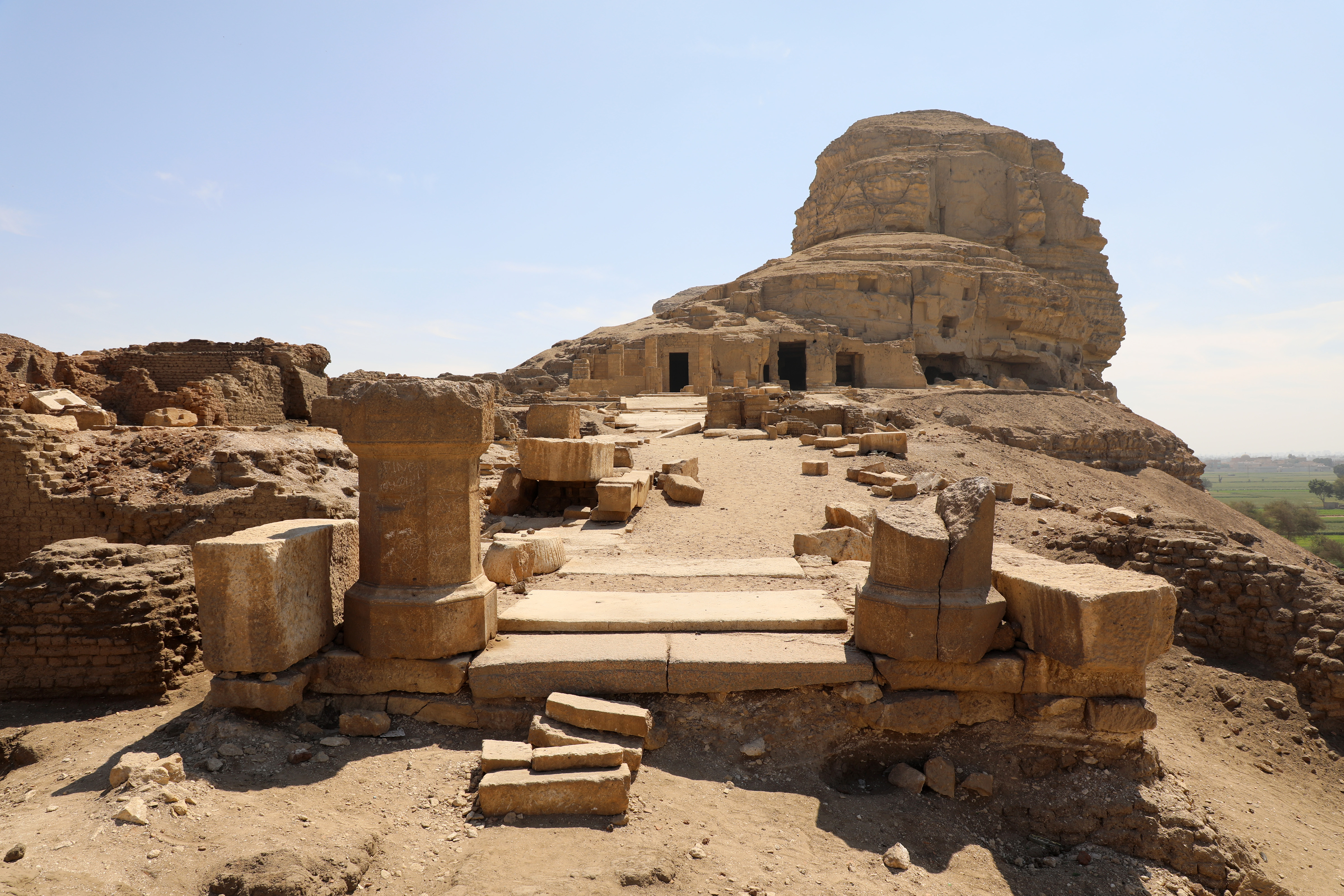
Tihna al-Dschabal

Tihna al-Dschabal (arabisch طهنا الجبل, DMG Ṭihnā al-Ǧabal, auch Tehne, Tehna oder Akoris) ist ein Ort und eine archäologische Stätte in Mittelägypten (Ägypten) zwölf Kilometer nordöstlich von al-Minya östlich des Nils. Das Dorf befindet sich westlich des Kalksteingebirges am Mund des Wadi Tihnawi (arabisch الوادي الطهناوي, DMG al-Wādī aṭ-Ṭihnāwī ‚das Wadi von Ṭihnā‘), dessen südlicher Felsen in seiner Form an einen liegenden Löwen erinnert.

## Geschichte
Das Gebiet des Dorfes und das Gelände in seinem Süden war schon seit dem altägyptischen Alten Reich besiedelt. Die Ortschaft trug mehrere Namen (altägyptisch Mer-nefer(et) („Schöner Kanal“, Altes und Mittleres Reich), Per-Imen-mAt-chent(j) („Das Haus des Amun, des vordersten Löwen“, Neues Reich), TA-dehenet („die Bergspitze“, ab 26. Dynastie), griechisch Ἄκωρις (Akoris, lateinisch Acoris) und Τῆνις (Tēnis)).
Die altägyptische Siedlung war zu allen Zeiten wichtige Verwaltungsstadt im Süden des 17. oberägyptischen Gaus. Sie besaß wohl auch einen Hafen. Archäologische Zeugnisse gibt es erst seit dem Neuen Reich mit dem Tempel des Amun. Die heutigen Siedlungsreste südlich des Dorfes stammen erst aus römisch-koptischer Zeit. Vielleicht gab es hier aufgrund der strategisch günstigen Lage seit persischer Zeit auch eine Festung, archäologisch lässt sich dies aber nicht belegen.
Die Götter besaßen einen starken lokalen Bezug bezüglich der Felsen bzw. des Wadis. Die in der Frühzeit hier verehrte Gottheit ist unbekannt, vielleicht war es eine Löwengottheit. Ab der 18. Dynastie wird hier nun Amun, der vorderste Löwe, verehrt. Ab der 26. Dynastie trat hier zusätzlich Sobek, Herr von Beẖ(et) (Herr der Mündung des (Wüsten)weges), hinzu und wird Hauptgottheit. Weitere hier verehrte Götter waren Thot, Isis und/oder Mut, Osiris, Horus und Chons.
In den Felsen wurden bereits seit der Mitte der 4. Dynastie Gräber angelegt. Dies sind zum Teil große Kammergräber der begüterten Verwaltungsbeamten; die berühmtesten sind die Fraser-Gräber. In der 21. und 22. Dynastie werden hier auch die Gräber der Priester des hiesigen Tempels bestattet. Ab dem Neuen Reich werden einige der frühen Gräber in Kapellen für Amun und später auch für Sobek umgewidmet. Die Gräber wurden aber allesamt geplündert.

## Denkmäler

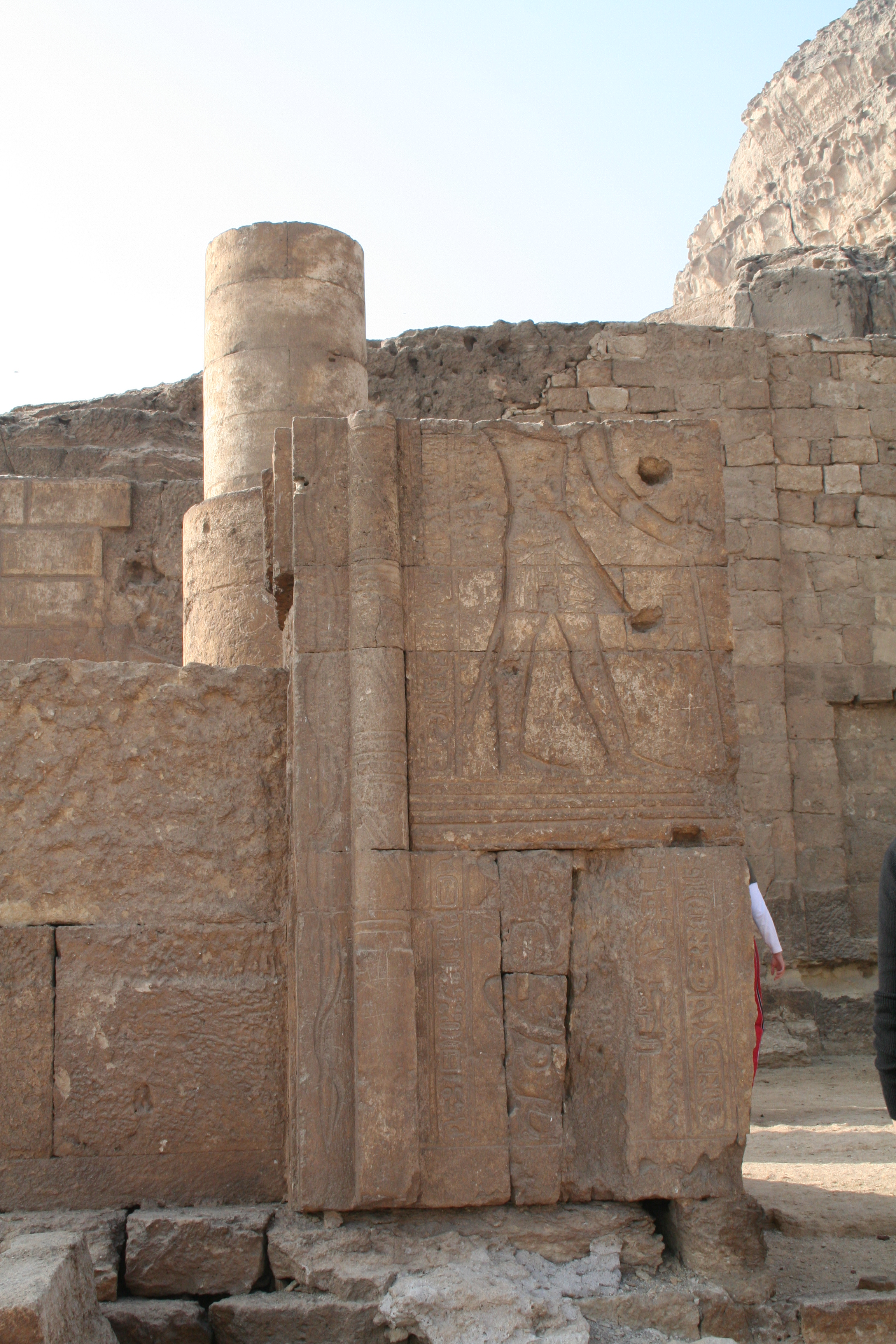
Der Tempel des Amun

Nur wenige altägyptische Denkmäler sind erhalten. Sie befinden sich im Süden des heutigen Dorfes.
Der Tempel des Amun, König der Götter (auch als Tempel B bezeichnet), stammt aus dem Neuen Reich. Er wurde in einem Kammergrab unter Ramses II. angelegt und unter Ramses III. fertiggestellt. Zu dieser Zeit war er ein reiner Felsentempel (Speos), er besteht aus vier hintereinander liegenden Kammern mit einem Altar in der letzten Kammer. Die erste Kammer besaß den ursprünglichen Grabschacht. Deutlich erweitert wurde der Tempel in der Zeit des Nero, er erhielt nun einen Aufweg und eine der Felshalle vorgelagerte Halle mit acht Pfeilern. Dekoriert sind nur der Eingang zur Pfeilerhalle mit Darstellungen des opfernden Königs Nero. Auf Architravfragmenten waren weiterhin noch Sobek, Thot Isis oder Mut bei Opferhandlungen des Nero (oder Germanicus) zu sehen.
Unmittelbar südlich des Tempels des Amun befindet sich der Tempel des Sobek, Herr von Beh, aus vorptolemäischer Zeit (auch Kapelle bzw. Tempel C genannt). Auch er wurde in einem großen Kammergrab angelegt, von dem noch Pfeilerreste mit dem Abbild der Hathor vorhanden sind. Diese vier Pfeiler waren um den Grabschacht angelegt. Dieser Tempel besitzt bis auf eine Inschrift an der Türlaibung, die den verehrten Gott nennt, keine weitere Dekoration. An seiner Rückseite befindet sich die Statuennische.
Im Vorland der Tempel erkennt man die Überreste der römischen Siedlung.
Etwas südlicher findet sich die Felsstele Ramses’ III., die den Pharao vor Sobek-Re in Begleitung von Amun, Herrn von Schana, zeigt. Etwa zwei Kilometer südlich befinden sich die Fraser-Gräber.

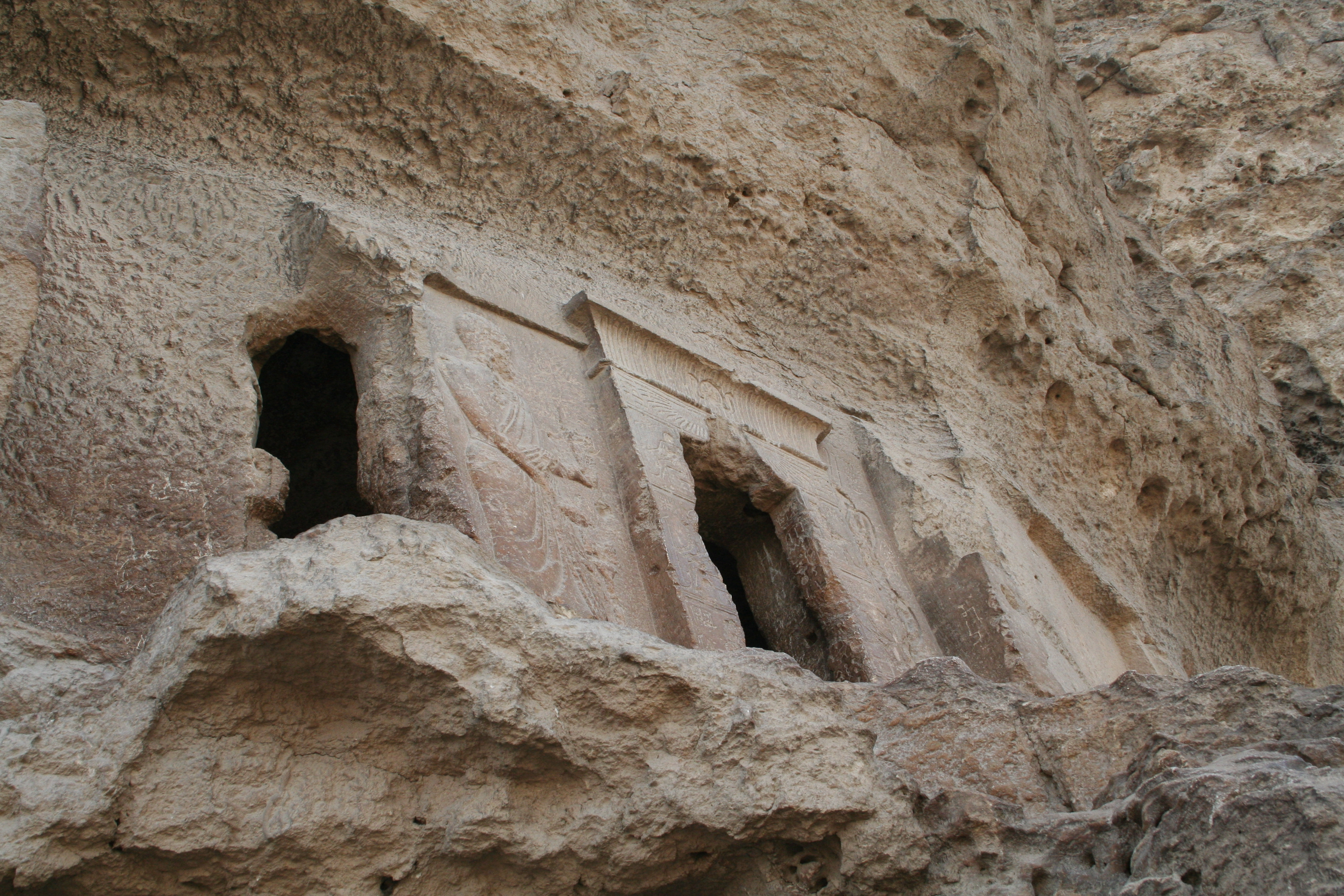
Kapelle C
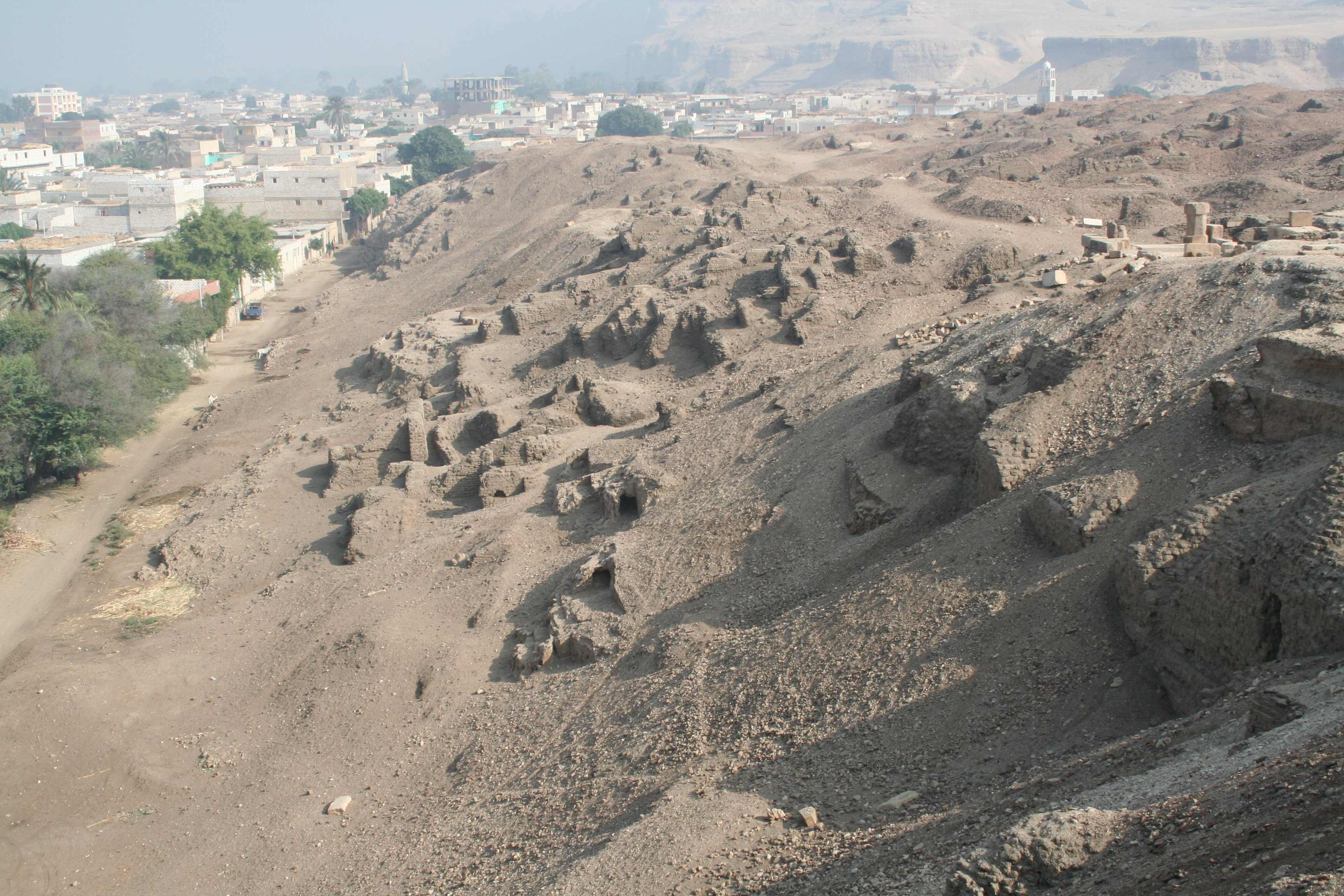
Überreste der römerzeitlichen Siedlung
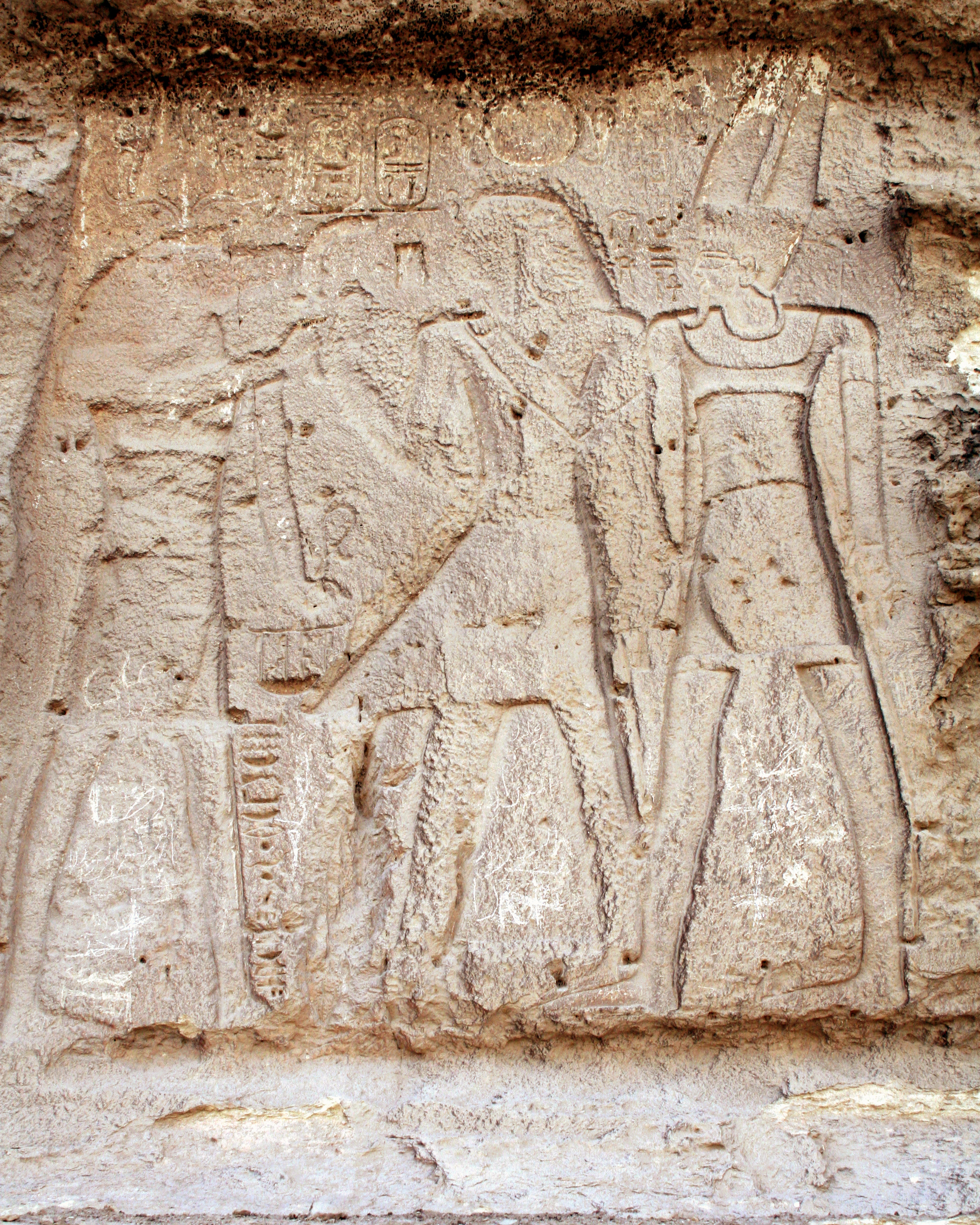
Felsstele Ramses’ III.

## Steinbrüche
Das Gelände wurde und wird auch als Steinbruch für den hier vorhandenen weißen kalzifizierten Nummulitenkalkstein, der aus den Kalkablagerungen einzelliger, Gehäuse tragender und im Meer lebender Amöben im Tertiär gebildet wurde, genutzt.